# Ghichak

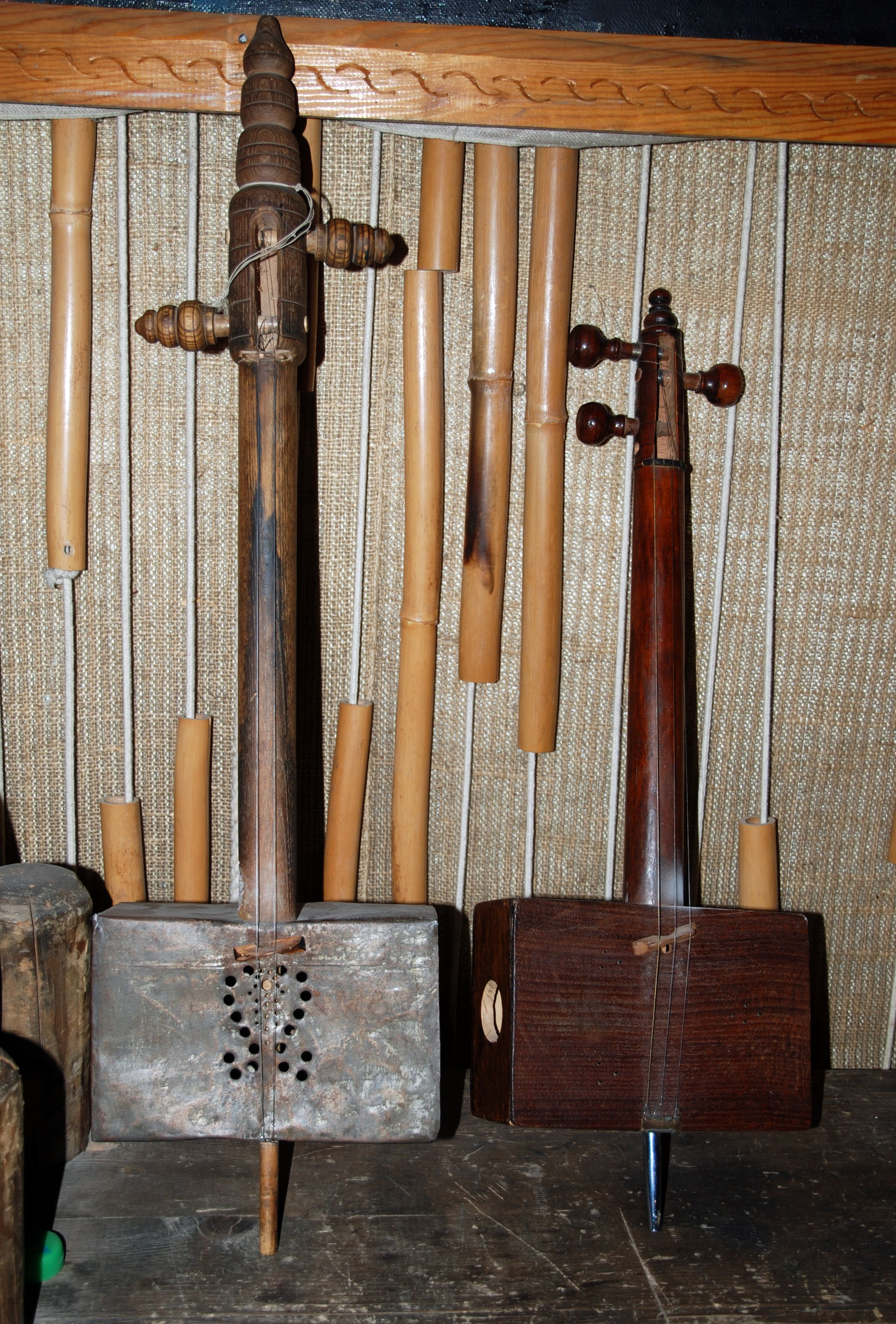
Zweisaitige ghichak mit rechteckigem Blechkorpus, daneben dreisaitige ghichak mit rechteckigem Holzkorpus. Gurminj-Musikinstrumentenmuseum in Duschanbe, Tadschikistan

Ghichak, ghidjak, gidzhak, gijak, ghaichak oder ghaychak, persisch قيچک ghitschak, DMG qīčak, qaičak, auch persisch غيژک ghischak, DMG ġīžak, ġaižak, ist eine Bezeichnung für regional unterschiedliche indoiranische Streichinstrumente, die zwischen zwei und zehn Saiten besitzen und insbesondere in Afghanistan, den angrenzenden Ländern Zentralasiens, wie Usbekistan und Tadschikistan, sowie in der südostiranischen Region Belutschistan vorkommen. Der Name setzt sich aus dem Wort qīč oder qaič bzw. ġīž oder ġaiž und dem Suffix ak zusammen, das im Persischen (Dari) als Verkleinerungsform verwendet wird.

## Unterscheidung

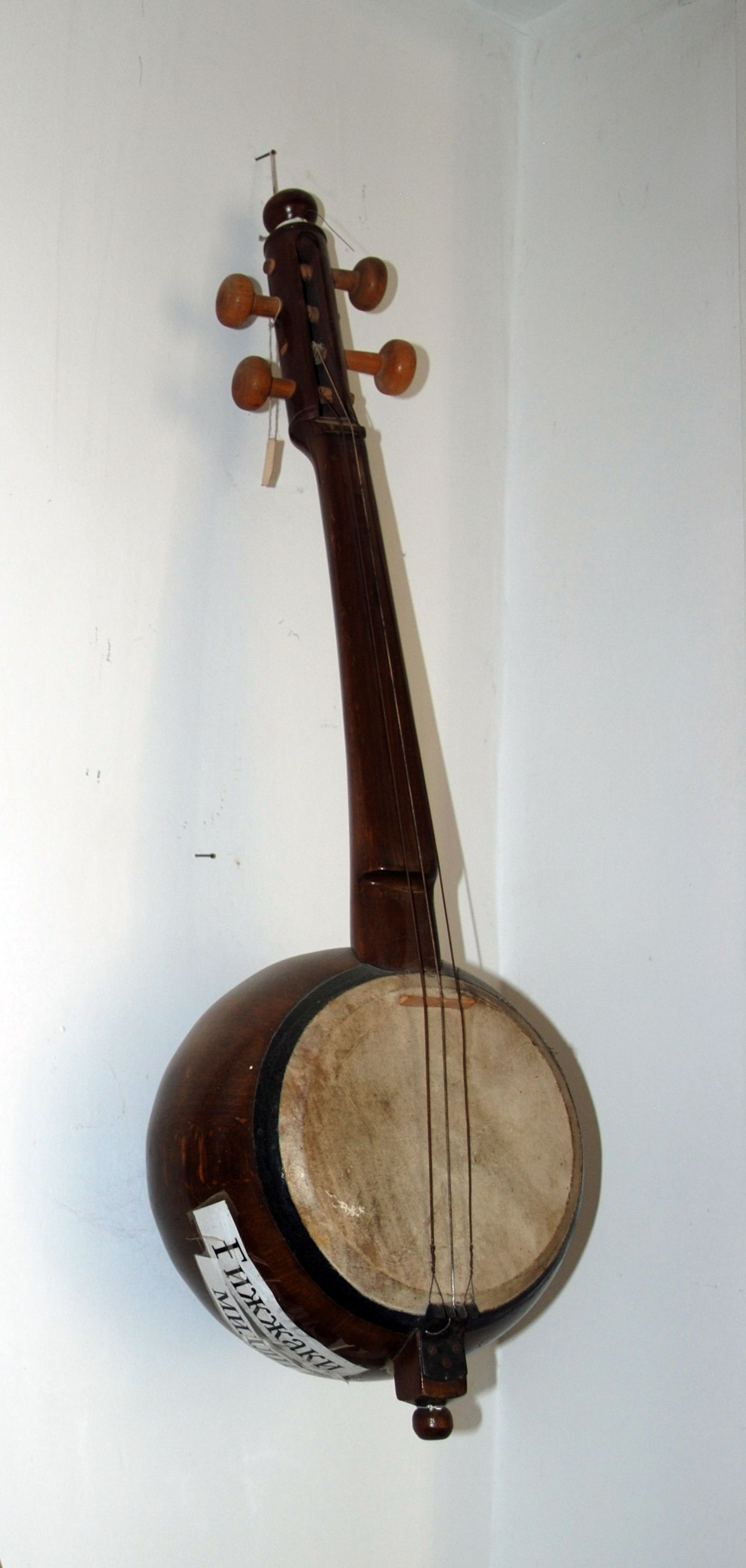
Dreisaitige ghichak mit rundem Korpus. Ziyadullo-Shahidi-Hausmuseum in Duschanbe, Tadschikistan

Unter ghichak wird je nach Region eine Streichlaute mit einfachem Korpus verstanden, wie die nordafghanischen Stachelfideln, die mit einer Blechbox als Resonanzkörper versehen sind. Das sind zweisaitige Fideln, die von Tadschiken in den nordafghanischen Bergen mit Schwerpunkt in der Provinz Badachschan und in der tadschikischen Musik von Berg-Badachschan verwendet werden. Hierzu zählen auch Streichlauten vom Rabāb-Typ mit einem Korpus aus Holz wie die persische kamantsche, die im afghanischen Herat gheichak genannt wird.
Von Tadschiken in den Städten und in Usbekistan werden drei- und viersaitige ghichak mit kreisrundem Korpus gespielt. Dieser Typ von Stachelfideln mit einem runden Resonanzkörper wird in persischen Miniaturen aus dem 15. Jahrhundert dargestellt. Beide Typen sind Spießgeigen.
Hiervon unterscheidet sich der Sarinda-Typ, eine Kurzhalslaute, die nach der zwischen Iran und Nordindien verbreiteten sarinda benannt ist. Die sarinda entspricht der oben abgebildeten ghichak und hat einen doppelten Resonanzkörper. Zu diesem Instrumententyp gehören das afghanische Zupfinstrument rubāb und die kasachische kobys.

## Ghichak in Nordafghanistan
Zentraler Herstellungsort für ghichak, die aus einem Holzstab mit einem Blechkanister als Resonator bestehen, ist Chulm (früher Taschqurghan) in der Provinz Balch. Das Instrument besteht aus einem 70 bis 75 cm langen, bunt bemalten Stab aus Maulbeerbaumholz, an dessen oberem Ende gedrechselte Verzierungen und zwei seitlich gegenüberliegende Holzstifte als Wirbel angebracht sind. Es gibt grüne, gelbe, schwarze und rote Streifenmuster. Am unteren Ende des Stabes wird ein Abschnitt etwas verjüngt und bleibt unbemalt. Der Blechkanister wird jetzt an der Breitseite durchbohrt und bis zum Anschlag auf den Stab geschoben. In den Stab wird in ein vorbereitetes Loch am unteren Ende ein langer Nagel geschlagen, um den ein Metalldraht gewickelt wird, dessen beide Enden nach oben zu den Wirbeln geführt werden. Auf der Blechdose muss jetzt nur noch ein hölzerner Steg unter den Saiten eingeklemmt werden. Die Länge des Stabes ist standardisiert, die Größe des Resonanzkörpers reicht von kleinen runden Konservendosen bis zu rechteckigen Ölkanistern. Der Bogen (kaman, persisch کمان, abgeleitet mit der Verkleinerungsform cha: die Fidel  kamancha) wird üblicherweise vom Spieler selbst hergestellt: Pferdehaar wird an den Enden eines Holzstabes befestigt, indem dieser mit Stoffband umwickelt wird. Der Bogen wird durch Fingerzug während des Spiels gespannt.
Die nordöstlichste Provinz Badachschan ist das Zentrum der Blechkanister-Ghichak, von wo sich das Instrument in den 1930er Jahren im Norden zu verbreiten begann. Der paschtunische Musiker Baba Naim aus dieser Provinz entwickelte für sich selbst ein neues Modell mit einem Holzkorpus, der mit Fell bespannt ist und einen festen Steg besitzt. Zusätzlich verlaufen bei seinem Instrument acht Resonanzsaiten zu seitlich am Hals angebrachten Wirbeln. Damit trat Baba Naim in den 1970er Jahren in Kabul auf.

## Spielweise

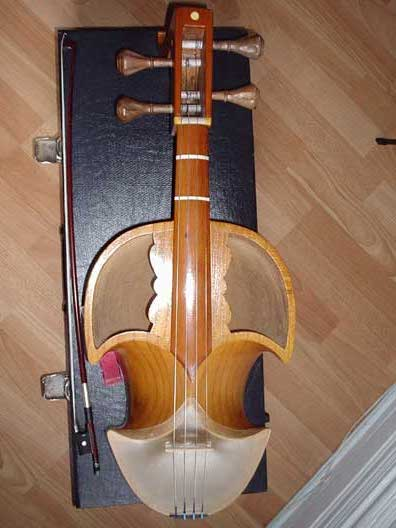
Ghichak vom Sarinda-Typ

In der afghanischen Musik im Norden des Landes werden ghichak oder kamantsche im Schneidersitz auf dem Boden gespielt, wobei das Instrument senkrecht gehalten und der Stachel auf einem Fuß aufgesetzt wird. Beim Spielen auf einem Stuhl sitzend wird es auf einem Oberschenkel aufgestellt. Die meiste Zeit werden beide Saiten gleichzeitig gestrichen, durch Drehung des Instruments in Längsachse kann eine Saite bevorzugt werden. Durch den großen Abstand der Saiten vom Hals kann mit den Fingern der linken Hand praktisch nur in der ersten Lage gegriffen werden, wodurch der Tonumfang auf weniger als eine Oktave begrenzt wird. Die beiden Saiten werden im Quart-Abstand gestimmt.
Die traditionelle Musik der Teehäuser (Samowad im Norden, sonst Chaikhana) in Afghanisch-Turkestan und Teilen von Badachschan und Tadschikistan, die an den wöchentlichen Markttagen aufgeführt wurde, bestand aus den fünf Hauptinstrumenten dambura (zweisaitige gezupfte Laute), ghichak, zerbaghali (einfellige Handtrommel, meist aus Ton), einem Paar Handzimbeln (persisch: zang, hindi: tal, usbekisch: tüsak) und einer Glöckchenkette an der rechten Hand des Dambura-Spielers (zang-i kaftar).
Ghichak vom Sarinda-Typ ohne Stachel werden beim Sitzen im Schneidersitz auf dem linken Oberschenkel aufgestellt. Sarangi, dilruba und esraj könnten von dem Sarinda-Typ der ghichak weiterentwickelte Streichinstrumente in Nordindien sein.

## Diskografie
- Ochilbek Matchonov: Music from Central Asia. Uzbekistan on the Silk Road. ARC Music 2005
- Mehri Maftun: Music from Afghan Badakhshan. Az sharâre chasm-e tu sokhtam. I am burning from the sparks of your eyes. Feldaufnahmen von Jan van Belle 2003. Ethnic Series. PAN Records 2005 (PAN 2105)